# Sire de Bourbon
O Sire de Bourbon ou Seigneur de Bourbon, que significa Senhor de Bourbon, foi o título pelo qual os governantes dos Bourbonnais eram conhecidos, de 913 a 1327, e do qual deriva o cognome da Casa real de mesmo nome. Luís I, conde de Clermont, o titular final, foi criado o primeiro " Duque de Bourbon " e feito " conde de La Marche " por seu primo, o Rei Carlos IV da França, em troca de Clermont-en-Beauvaisis, absorvendo assim o título.
Este título data pelo menos do início do século X e de Aymar de Bourbon. Aymar viveu sob o reinado do suserano carolíngio Carlos III da França, que lhe deu, no ano de 913, várias fortalezas no rio Allier, como o castelo na cidade medieval de Bourbon-l'Archambault. Dos dez sucessores de Aymar, todos, exceto três, adotaram o nome "Archambault". Sua linhagem terminou em 1200 com a morte de Archambaud VII, cuja neta, Mathilde de Bourbon, tornou-se a primeira dama de Bourbon ( dama sendo a forma feminina de seigneur/sire ), pois era a parente viva mais velha de Archambaud (o título era herdado por membros femininos da família). O marido de Mathilde, Guy II de Dampierre, adicionou Montluçon às possessões dos Senhores de Bourbon, que se expandiram até o rio Cher durante os séculos XI e XII. Seu filho, Archambaud VIII "o Grande", seigneur de Bourbon do ano de 1216 ao ano de 1242, ascendeu a connétable de ("o condestável de ...") França, o comandante-chefe do exército francês.
Após a morte de Archambaud IX em 1249 numa cruzada, o título passou então para suas filhas; primeiro, Matilda II (também conhecida como "Mahaut"), Condessa de Nevers, Auxerre e Tonnerre, e segundo, Inês de Bourbon, cujo marido, João da Borgonha, era o segundo filho do Duque da Borgonha, Hugo IV, e, portanto, um descendente masculino de Hugo Capeto . João, o próprio senhor de Charolais, tornou-se também senhor de Bourbon após a morte de Matilda em 1262. Ele morreu cinco anos depois, aos trinta e seis anos, e Agnes permaneceu viúva. A filha de João com Inês, Beatriz, após a morte de sua mãe em 1287, tornou-se sua herdeira em Charolais e Bourbonnais. Seu esposo, Roberto da França, foi o sexto filho de São Luís IX, Rei da França, e o fundador da linhagem que chegaria ao trono da França na pessoa de seu descendente de 10º grau, o Rei Henrique IV da França. O filho de Robert e Beatrice, Louis, tornou-se o primeiro duque de Bourbon, substituindo o posto anterior de seigneur.